# 34 (число)
34 (три́дцать четы́ре) — натуральное число между 33 и 35.

## В математике
- 9-е число Фибоначчи[1] ↓21, ↑55
- Сумма первых пяти факториалов[2] ↓10, ↑154 :

- Сумма цифр числа 34 равна 7.
- Произведение цифр числа 34 равно 12.
- Квадрат числа 34 — 1156.
- 22-е плоское число.
- Наименьшее число, которое можно представить в виде суммы двух простых чисел четырьмя различными способами, с точностью до порядка слагаемых (3+31, 5+29, 11+23, 17+17). ↓22, ↑48
- Магическая константа квадрата 4 × 4 равна 34.
- Существует 34 графа с пятью непомеченными вершинами[3].
- Существует 34 односторонних псевдотетрамино[4], или односторонних тетраплета[5][6].
- Существует 34 бинарные матрицы 3 × 3, в которых каждая строка и каждый столбец содержат не более одной единицы[7].

## В искусстве
- Любимое число главного героя романа "Числа" Виктора Пелевина